# Carabus stjernvalli
Carabus stjernvalli is een keversoort uit de familie van de loopkevers (Carabidae). De wetenschappelijke naam van de soort is voor het eerst geldig gepubliceerd in 1830 door Carl Gustaf Mannerheim.